# Arranger
L'arranger è uno strumento musicale a tastiera e, in particolare, una tastiera digitale. Esiste una vasta produzione di arranger che spazia dalle tastiere professionali che possono essere usate in studi di registrazione o anche dal vivo in concerto, alle tastiere economiche per principianti e amatori. La generazione sonora è solitamente basata su una tabella di campioni PCM. L'utilizzo specifico del termine arranger rende chiaro che lo strumento dispone di una sezione di accompagnamenti automatici noti il nome di stili (styles) o ritmi (rhythms). Gli arranger sono quindi multitimbrici e il loro uso è orientato all'accompagnare l'esecuzione del musicista con parti di altri strumenti, quali batteria, basso, chitarra o archi.
Gli arranger sono comparsi sul mercato alla fine degli anni 80 e devono la loro fortuna al mondo degli intrattenitori musicali nel piano-bar e nelle feste (matrimoni, anniversari, eventi) grazie alla possibilità di eseguire performance musicali realistiche e complesse con un solo tastierista. Successivamente gli arranger si sono arricchiti di altre funzionalità (spartito digitale, funzioni di apprendimento) che sono state accolte dagli studenti di pianoforte e organo alle prime armi per esercitarsi e migliorare la propria tecnica. La presenza di un sequencer combinato con gli stili di accompagnamento ha introdotto gli arranger fra i compositori di musica moderna.
L'evoluzione tecnologica ha contribuito a dotare questi strumenti di funzionalità e caratteristiche hardware innovative: schermi touch-screen, campionatore, registratore audio WAV o MP3, sequencer MIDI, porte USB, interfaccia video HDMI, connessione wifi. Non a caso, gli arranger al top di gamma sono solitamente gli strumenti più costosi nel listino rispetto tutte le altre tipologie di tastiere digitali.
La sezione arranger può essere presente su:
- tastiere portatili con amplificatori di bordo
- workstation professionali
- pianoforti digitali
- moduli expander
- PC, tablet e smartphone

Hanno prodotto arranger nel passato Generalmusic, Technics, Orla, Solton. Continuano a produrre arranger Yamaha, Korg, Ketron, Casio, Roland, Wersi, Kurzweil, Medeli e Cavagnolo.

## Stili
Gli stili sono gli elementi che compongono la sezione arranger. Ogni stile corrisponde ad un arrangiamento pronto all'uso ed è composto da diversi pattern: Intro (da 1 a 4, dipende dal modello), variazioni dette anche Main (da 2 a 4), ending (in numero uguale alle Intro), Fill-In (misure di passaggio da una variazione all'altra), Break (misura di stacco). Ogni pattern è associato ad un pulsante sul pannello della tastiera. Il musicista suona gli accordi, solitamente con la mano sinistra, e lo strumento ne interpreta la sequenza armonica inviandola all'arranger. Il risultato è l'esecuzione del pattern attivo con l'accordo richiesto. In tal modo è come avere a disposizione una band o un'orchestra che suona a tempo seguendo l'armonia del brano richiesto.
La vastità del repertorio degli stili dipende dal modello di arranger. Sono normalmente coperti tutti i generi musicali: pop, rock, jazz, blues, r&b, latin, ballroom, dance, EDM, country, worship, musica classica e world (inteso come repertori tradizionali regionali, incluso quindi anche il liscio italiano).